# Le Dévoluy
Le Dévoluy település Franciaországban, Hautes-Alpes megyében. Lakosainak száma 885 fő (2022. január 1.). Le Dévoluy Aspres-sur-Buëch, Gap, Le Glaizil, Montmaur, Le Noyer, Rabou, La Roche-des-Arnauds, Saint-Julien-en-Beauchêne, Lus-la-Croix-Haute, Tréminis, Monestier-d’Ambel és Pellafol községekkel határos.

## Népesség
A település népességének változása:
| Lakosok száma | 1014 | 1011 | 990  | 966  | 941  | 916  | 904  | 895  | 885  |
|               | 2011 | 2013 | 2016 | 2017 | 2018 | 2019 | 2020 | 2021 | 2022 |